# Nové Dvory (Miličín)
Nové Dvory je malá vesnice, část města Miličín v okrese Benešov. Nachází se 4,5 km na jihovýchod od Miličína. V roce 2009 zde bylo evidováno 17 adres.
Nové Dvory leží v katastrálním území Petrovice u Miličína o výměře 5,61 km2.

## Historie
První písemná zmínka o vesnici pochází z roku 1790.

## Další fotografie

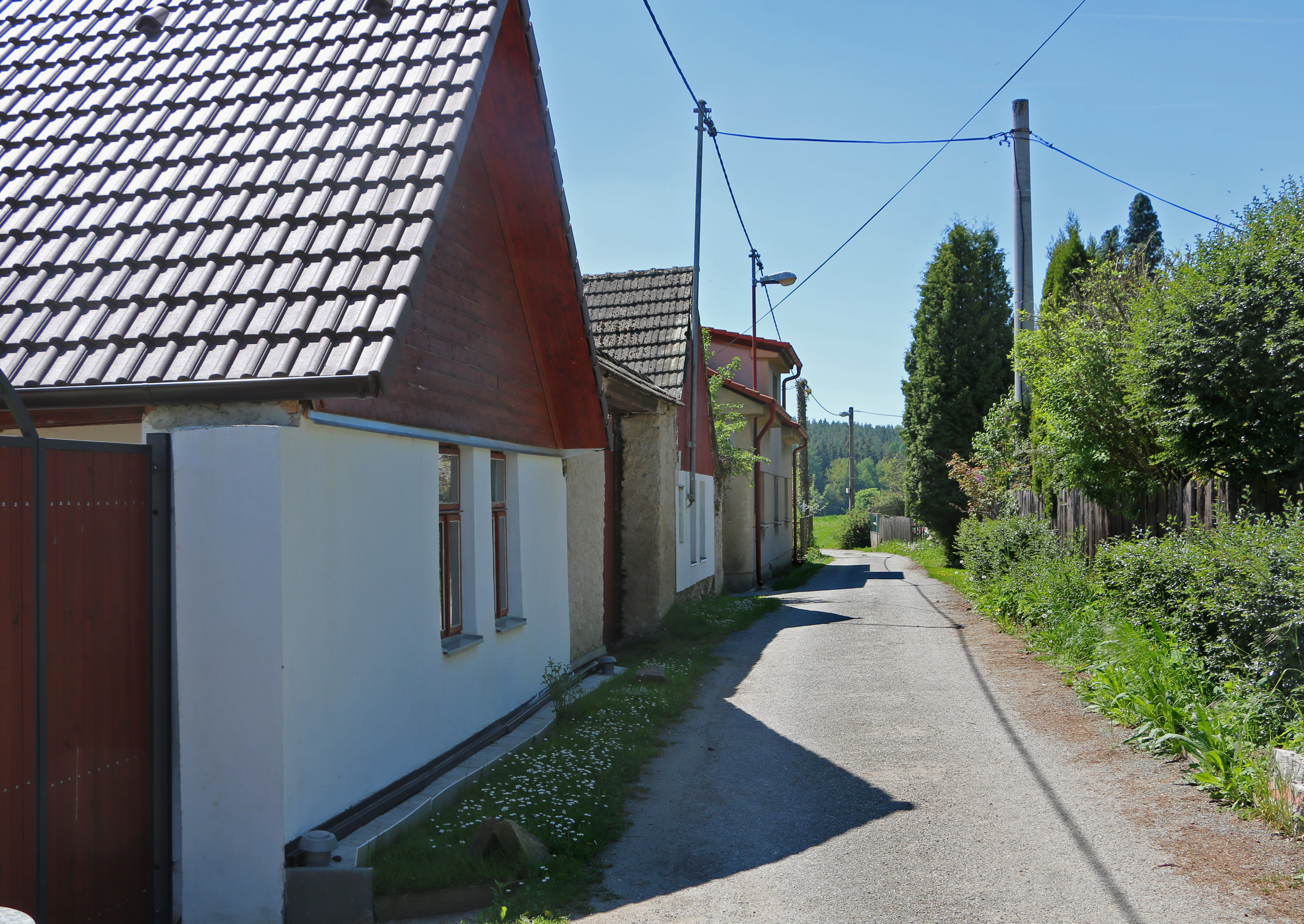
Postranní ulice
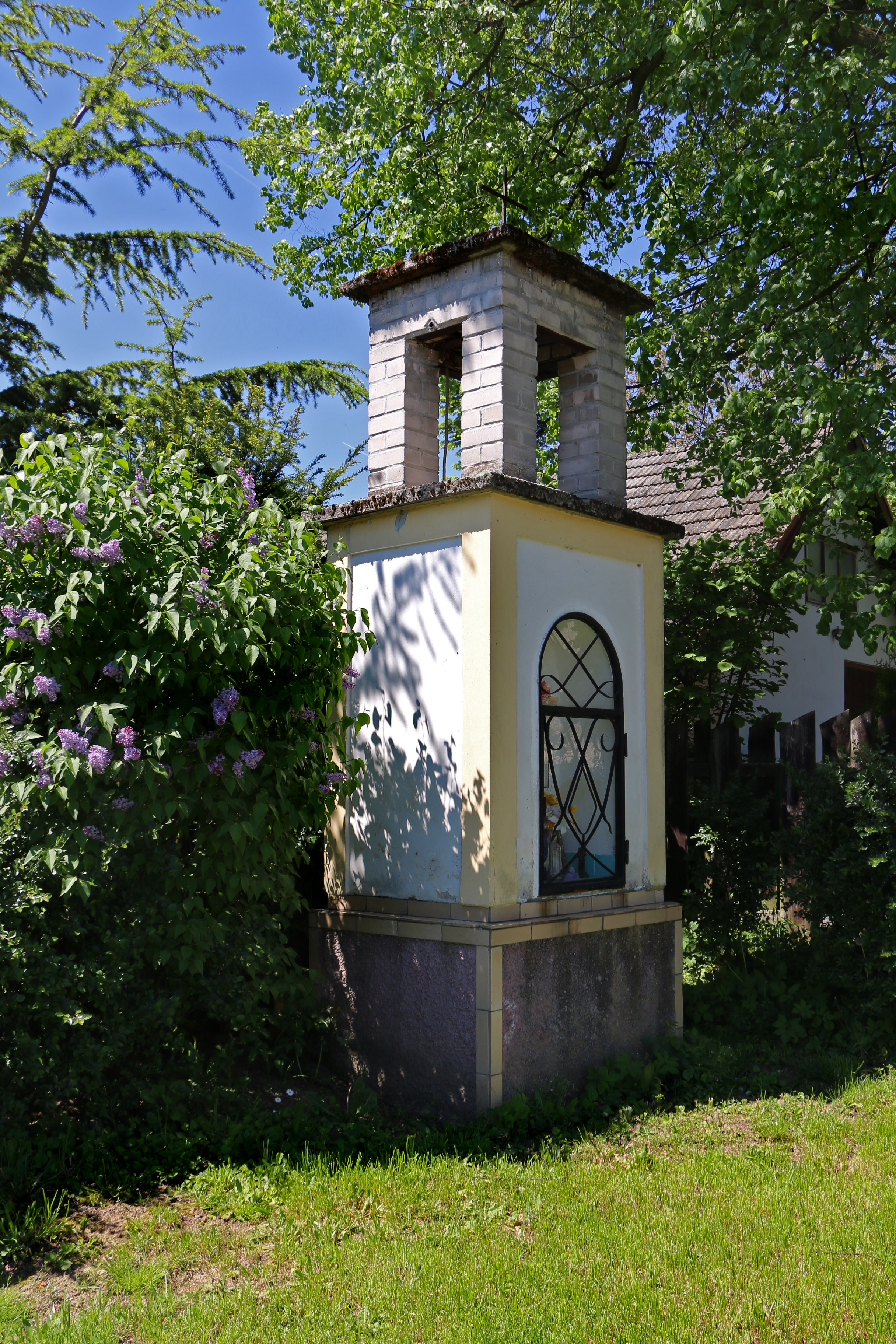
Kaplička se zvonicí na návsi
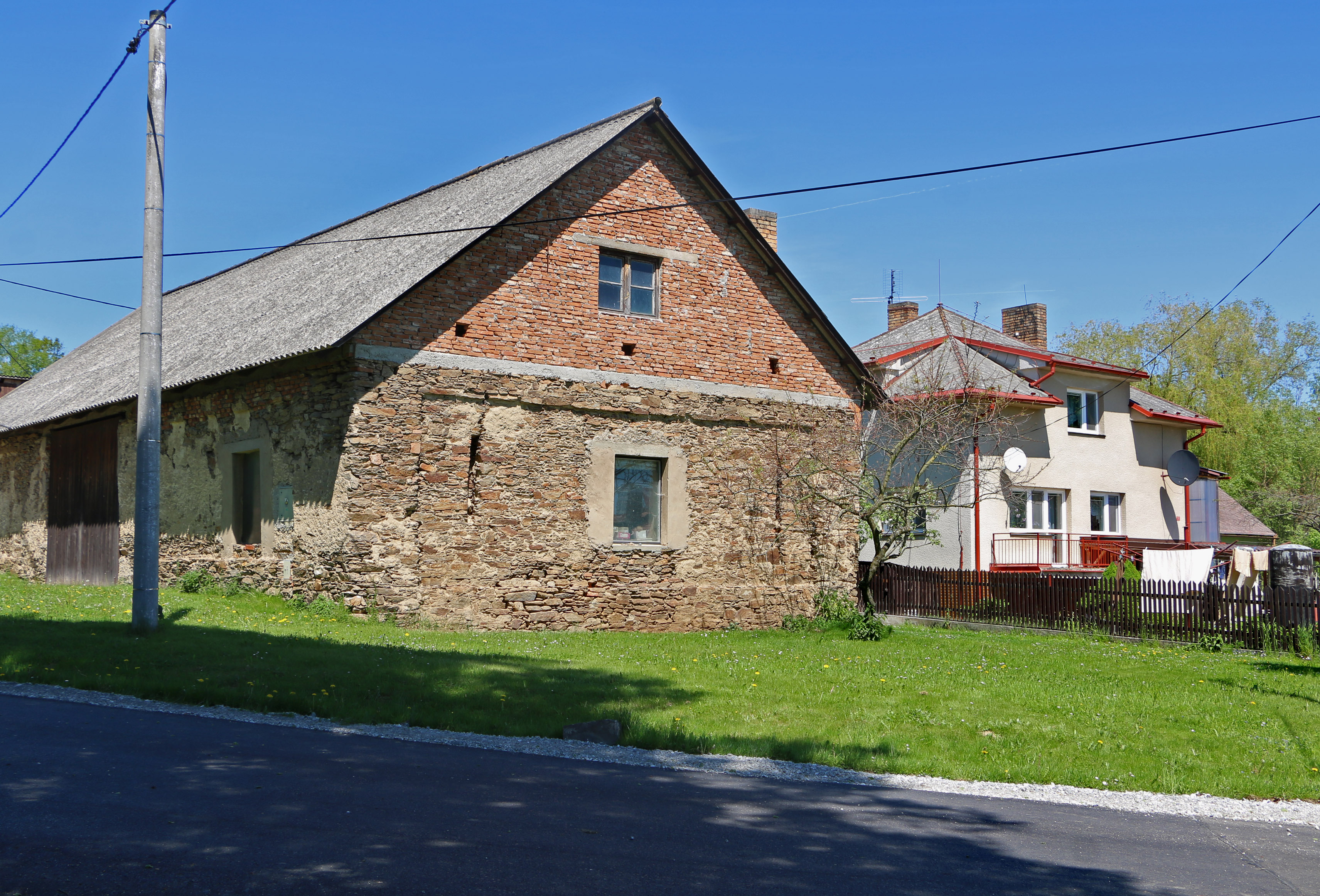
Dům čp. 2